# Vézannes
Vézannes är en kommun i departementet Yonne i regionen Bourgogne-Franche-Comté i norra Frankrike. Kommunen ligger i kantonen Tonnerre som tillhör arrondissementet Avallon. År 2022 hade Vézannes 52 invånare.

## Befolkningsutveckling
Antalet invånare i kommunen Vézannes
| Referens: INSEE |